# 西良典
西 良典（にし よしのり、1955年7月19日 - ）は、日本の男性総合格闘家。和術慧舟會創始者。

## 経歴・人物
長崎県南松浦郡新上五島町（五島列島）出身。
拓殖大学で柔道家木村政彦に師事。宮城県仙台市では東北柔道専門学校（現・仙台接骨医療専門学校）と大道塾に通う。
日本でも早くから総合格闘技に取り組み、大道塾の北斗旗空手道選手権で活躍、「北斗の覇王」と呼ばれた。のちに全日本キックボクシング連盟、シュートボクシング、トーワ杯、リングスやバーリ・トゥード・ジャパン・オープンにも参戦し、日本人として初めてヒクソン・グレイシーと試合を行うなどしたが、戦績は今ひとつ奮わなかった。1987年には「空手格斗術慧舟会」を設立、後進の育成にも力を注いでいる。
一時期、長崎放送のラジオパーソナリティを務めたり、タウン誌にエッセイを寄稿するなど、長崎のローカルタレントとしての側面も持っている。

## 来歴
- 1955年、長崎県南松浦郡新上五島町で生まれる。
- 海星高等学校卒業後、拓殖大学で木村政彦の元で柔道を学ぶ。
- 1983年、当時最も過激な空手と言われていた大道塾で無差別級を制する。
- 1984年、大道塾主催のオープントーナメント北斗旗で体力別と無差別を制する。
- 1986年、体力別を制し「北斗の覇王」の異名をとる（現在は空道）。
- 1987年、長崎に空手格斗術慧舟会を設立。
- 1990年9月28日、全日本キックボクシング連盟興行でキックボクサーロブ・カーマンと対戦。1RKO負けする。
- 1992年1月12日、グローブ空手大会「第1回トーワ杯争奪カラテジャパンオープン」に出場。金泰泳と対戦し、敗北を喫した。
  - 4月3日、リングスに初参戦。
- 1994年4月23日、第1回ザ・トーナメント・オブ・Jで優勝。
  - 7月29日、VALE TUDO JAPAN OPEN 1994の1回戦でヒクソン・グレイシーと日本人として初めて対戦。スリーパーホールドで敗れる。この敗戦に危機感を持ち、柔術再生の意味を込め、団体名を「和術慧舟會」に改名。
- 1994年12月、パワーナインジムとしてニュージャパンキックボクシング連盟に正式に加盟。
- 1995年10月13日、トーナメント・オブ・J '95のエキシビションマッチで佐山聡と対戦し、跳び付き腕ひしぎ十字固めで一本勝ち。

## 入江秀忠（キングダム・エルガイツ）との確執
2000年から2002年にかけて「ヒクソンとの対戦」を標榜していた「キングダム・エルガイツ」の入江秀忠は「ヒクソン・グレイシーと対戦経験のある人との対戦」を望み、それをクリアすることでヒクソンに近づくと考えていた。しかしほとんどの格闘家やプロレスラーは対戦を拒否した。西も2001年5月2日のキングダム・エルガイツ「北沢タウンホール大会」での入江戦をオファーされたが、了承しなかった。理由は、入江が自身を利用しようとした思惑が分かったからだ。入江は代役出場した選手と試合を行い、西は断った理由を述べる為に会場に出向いた。入江は「ケガが治ったら対戦することを約束してください」と訴えた（入江はよく「涙のマイクパフォーマンス」をする）が、西は格下の入江を相手にせず、「うるさい」「たわごとを言うな！」と一言叫び、早々に会場を後にした。この騒ぎを、一部の格闘技専門誌は「あまりにも“ヒクソンと対戦した男”ということばかり言う入江に対して、西は自分の知名度を利用して闘いを挑んでくる事に腹を立てていた。」と報道した。

## エピソード
- 東北柔道専門学校時代は、のちのプロレスラー武藤敬司とプロレスごっこに励んでいた。同時期、仙台市立仙台商業高等学校の柔道部コーチを務める。

## 戦績

### 総合格闘技
| 総合格闘技 戦績 | 総合格闘技 戦績 | 総合格闘技 戦績 | 総合格闘技 戦績 | 総合格闘技 戦績 | 総合格闘技 戦績 | 総合格闘技 戦績 |
| --------------- | --------------- | --------------- | --------------- | --------------- | --------------- | --------------- |
| 10 試合         | (T)KO           | 一本            | 判定            | その他          | 引き分け        | 無効試合        |
| 4 勝            | 0               | 3               | 1               | 0               | 2               | 0               |
| 4 敗            | 0               | 2               | 2               | 0               | 2               | 0               |

| 勝敗 | 対戦相手               | 試合結果                   | 大会名                                   | 開催年月日     |
| ×    | 多田尾秀樹             | 2R 腕ひしぎ十字固め        | Kushima's Fight 4                        | 2003年2月23日  |
| ×    | 久松勇二               | 5分2R終了 判定             | Kushima's Fight 1                        | 2001年12月16日 |
| △    | ジャイアント落合       | 3分4R終了 判定0-1          | サムライ2000                             | 2000年10月22日 |
| ○    | マックス・ライデケル   | 3R 1:11 腕ひしぎ十字固め   | エクストリームチャレンジ                 | 1997年5月28日  |
| ×    | ヒクソン・グレイシー   | 1R 2:58 スリーパーホールド | VALE TUDO JAPAN OPEN 1994 【1回戦】      | 1994年7月29日  |
| ○    | 田中健之               | 4分2R終了 判定             | ザ・トーナメント・オブ・J '94 【決勝】   | 1994年4月23日  |
| ○    | 住本和隆               | 1R 2:47 ギブアップ         | ザ・トーナメント・オブ・J '94 【準決勝】 | 1994年4月23日  |
| ○    | 小野武志               | 1R 3:58 ギブアップ         | ザ・トーナメント・オブ・J '94 【1回戦】  | 1994年4月23日  |
| △    | グレッグ・ダグラス     | 判定                       | 闘志天翔～格闘技オリンピックⅡ            | 1992年7月30日  |
| ×    | ヘルマン・レンティング | 5R 判定                    | 硬派er-'92格闘技オリンピックⅠ            | 1992年3月26日  |

### キックボクシング
| 勝敗 | 対戦相手       | 試合結果                     | 大会名                               | 開催年月日     |
| ×    | 力王           | 5R終了 判定                  | CHALENGER-I 全日本ヘビー級王座決定戦 | 1995年1月7日   |
| ○    | 力王           | 1R 2:47 KO                   | SOAR INTO SPACE Chapter 7            | 1991年11月30日 |
| ×    | 岩下伸樹       | 1R 2:39 KO（3ノックダウン）  | EXITING BATTLE WIND IN OSAKA         | 1991年9月2日   |
| ×    | ロブ・カーマン | 1R 1:51 KO（右ロングフック） | INSPIRING WARS HEAT 928 IN BUDOKAN   | 1990年9月28日  |

### リングス
| 勝敗 | 対戦相手             | 試合結果                   | 大会名                                          | 開催年月日    |
| ×    | 長井満也             | 3分5R終了 判定             | リングス 後楽園実験リーグ '93 ROUND.3           | 1993年6月9日  |
| △    | 角田信朗             | 15分終了 ドロー            | K-1サンクチュアリ 聖戦Ⅰ                         | 1993年3月30日 |
| △    | 木村浩一郎           | 3分5R+延長R終了 判定ドロー | リングス 後楽園実験リーグ '93 ROUND.1           | 1993年2月28日 |
| ×    | 山本宜久             | 12:38 フェイスロック       | リングス MEGA-BATTLE TOURNAMENT '92 Grand Final | 1993年1月23日 |
| ○    | 角田信朗             | 3分5R終了 判定             | リングス MEGA BATTLE SPECIAL 礎〜ISHIZUE        | 1992年8月21日 |
| ○    | ピーター・ダイクマン | 1R 1:57 腕ひしぎ逆十字固め | リングス MEGA BATTLE 5th 獅子吼〜SHI SHI KU     | 1992年6月25日 |
| △    | ウィリー・ピータース | 3分5R+延長R終了 ドロー     | リングス MEGA BATTLE 3rd 雷〜IKAZUCHI           | 1992年4月3日  |